# Lepidium pseudodidymum
Lepidium pseudodidymum är en korsblommig växtart som beskrevs av Albert Thellung och George Claridge Druce. Lepidium pseudodidymum ingår i släktet krassingar, och familjen korsblommiga växter. Inga underarter finns listade i Catalogue of Life.